# Yukarımollaali, Çınar
Yukarımollaali là một xã thuộc huyện Çınar, tỉnh Diyarbakır, Thổ Nhĩ Kỳ.